# Gabrielius Landsbergis-Žemkalnis
Gabrielius Landsbergis-Žemkalnis (21 stycznia 1852 w Birżialiai k. Poniewieża, zm. 28 sierpnia 1916 w Wilnie) – litewski dramaturg i reżyser teatralny, działacz odrodzenia narodowego na Litwie, ojciec Vytautasa Landsbergisa-Žemkalnisa i dziadek Vytautasa Landsbergisa.

## Życiorys
Urodził się w rodzinie o niemieckich korzeniach - drugi człon nazwiska Žemkalnis jest dosłownym tłumaczeniem z języka niemieckiego i pierwotnie funkcjonował jako pseudonim literacki.
Po ukończeniu gimnazjum w Szawlach, pobierał nauki w uczelni dla telegrafistów w Rydze. Od 1871 roku pracował jako telegrafista w Moskwie, gdzie w charakterze wolnego słuchacza uczęszczał na zajęcia z prawa na lokalnym uniwersytecie.
Po powrocie na Litwę rozpoczął współpracę z litewskojęzycznymi pismami "Varpas", "Ūkininkas", później również z gazetami "Vilniaus žinios" i "Viltis".
Jest pochowany na cmentarzu na Rossie w Wilnie.